# CCDC25
CCDC25 (англ. Coiled-coil domain containing 25) — білок, який кодується однойменним геном, розташованим у людей на короткому плечі 8-ї хромосоми. Довжина поліпептидного ланцюга білка становить 208 амінокислот, а молекулярна маса — 24 479.
| 10         |  | 20         |  | 30         |  | 40         |  | 50         |
| ---------- |  | ---------- |  | ---------- |  | ---------- |  | ---------- |
| MVFYFTSSSV |  | NSSAYTIYMG |  | KDKYENEDLI |  | KHGWPEDIWF |  | HVDKLSSAHV |
| YLRLHKGENI |  | EDIPKEVLMD |  | CAHLVKANSI |  | QGCKMNNVNV |  | VYTPWSNLKK |
| TADMDVGQIG |  | FHRQKDVKIV |  | TVEKKVNEIL |  | NRLEKTKVER |  | FPDLAAEKEC |
| RDREERNEKK |  | AQIQEMKKRE |  | KEEMKKKREM |  | DELRSYSSLM |  | KVENMSSNQD |
| GNDSDEFM   |  |            |  |            |  |            |  |            |

A: Аланін

C: Цистеїн

D: Аспарагінова кислота

E: Глутамінова кислота

F: Фенілаланін

G: Гліцин

H: Гістидин

I: Ізолейцин

K: Лізин

L: Лейцин

M: Метіонін

N: Аспарагін

P: Пролін

Q: Глутамін

R: Аргінін

S: Серин

T: Треонін

V: Валін

W: Триптофан

Кодований геном білок за функцією належить до фосфопротеїнів. 
Задіяний у таких біологічних процесах, як ацетилювання, альтернативний сплайсинг. 